# 2022年沖縄県知事選挙
2022年沖縄県知事選挙（2022ねんおきなわけんちじせんきょ）は、2022年9月11日に投開票が行われた沖縄県知事を選出するための選挙。

## 選挙概要
- 選挙事由 - 現職の玉城デニーの任期満了（期日：2022年9月29日[1]）
- 告示日 - 2022年8月25日
- 執行日 - 2022年9月11日
- 啓発キャラクター: 平良達郎（総合格闘家・那覇市出身）

### 同日選挙
- 沖縄県議会議員補欠選挙（那覇市・南部離島選挙区）
- 宜野湾市長・市議会議員選挙
- 伊是名村長・村議会議員選挙
- 大宜味村長・村議会議員選挙
- 本部町長選挙
- 石垣市議会議員選挙
- 名護市議会議員選挙
- 沖縄市議会議員選挙
- 南城市議会議員選挙
- 国頭村議会議員選挙
- 東村議会議員選挙
- 恩納村議会議員選挙
- 宜野座村議会議員選挙
- 伊江村議会議員選挙
- 北谷町議会議員選挙
- 北中城村議会議員選挙
- 中城村議会議員選挙
- 西原町議会議員選挙
- 南風原町議会議員選挙
- 伊平屋村議会議員選挙
- 八重瀬町議会議員選挙
- 渡嘉敷村議会議員選挙
- 渡名喜村議会議員選挙
- 座間味村議会議員選挙
- 北大東村議会議員選挙

## 立候補者
届出順。年齢は投開票日時点。
| 氏名                         | 年齢 | 政党   | 現新 | 職業・肩書                        | ホームページ・SNS                                       |
| ---------------------------- | ---- | ------ | ---- | --------------------------------- | ------------------------------------------------------- |
| 下地幹郎 （しもじ みきお）   | 61   | 無所属 | 新   | 前衆議院議員 元郵政民営化担当大臣 | ミキオポスト - 前衆議院議員下地ミキオオフィシャルサイト |
| 佐喜眞淳 （さきま あつし）   | 58   | 無所属 | 新   | 前宜野湾市長                      | サキマ淳（経済・危機突破 県民の会）                     |
| 玉城デニー （たまき でにー） | 62   | 無所属 | 現   | 沖縄県知事（現職） 元衆議院議員   | 沖縄県知事 玉城デニー OFFICIAL WEBSITE                  |

### 立候補を取りやめた人物
- 屋辰夫 - 政治団体代表
- 山口節生 - 経営コンサルタント
  - いずれも、8月14日に日本青年会議所沖縄ブロック協議会が主催した立候補予定者の公開討論会に出席したが[2]、告示日に立候補の届け出を行わなかった[3]。

### 立候補が取り沙汰された人物
- 砂川靖 - 元沖縄県保健医療部長
  - 2021年10月7日、会見で立候補を表明[4]。その後、自民党の候補者公募に応募したが佐喜眞に敗れた。

## タイムライン
2022年
- 5月28日 - 自由民主党沖縄県支部連合会による知事選挙候補選考委員会が開催され選考委員26名の全会一致により佐喜眞淳を候補とすることを決定[5]。佐喜眞の選対本部長には浦添市長の松本哲治が就任した[6]。
- 6月11日 - 現職の玉城デニーが会見で再選を目指し出馬を表明[7]。
- 7月13日 - 元衆議院議員の下地幹郎がYoutubeに投稿した動画で出馬を表明[8]。
- 7月27日 - 佐喜眞は、台湾で開かれた世界平和統一家庭連合（旧統一教会）の合同結婚式に参加[9]したことに関し、「旧統一教会だという認識はなかった」「誤解を招くような経緯があったことについては深く反省している」との声明を発表した[10]。
- 8月4日 - 玉城の選対本部長を務めていた元沖縄県議会議長の新里米吉が死去[11]。
- 8月5日 - 佐喜眞は那覇市内のホテルで記者会見を開き、正式に出馬表明[12]。会見には統一教会の関連団体「沖縄県平和大使協議会」の議長を務めた西田健次郎が同席した[13][14]。
- 8月6日、自民党県連は地元2紙に「チームサキマ始動」と題したカラーの全面広告を掲載。おそろいの水色のポロシャツを着た佐喜眞と、7月の参院選に出馬した元総務官僚の古謝玄太をそれぞれチームの「隊長」「副隊長」とし、当選後は古謝が副知事として佐喜眞を支えるというイメージ戦略を打ち立てた[15][16]。
- 8月25日 - 告示日。届出順に下地、佐喜眞、玉城の3名が立候補を届け出た。佐喜眞は出陣式で「旧統一教会関連との一切の関係を、今後行わない、断つということをお約束する」と訴えた[17]。
- 8月26日 - 夕方、那覇市の県庁前で街宣車上から演説していた佐喜眞らに対し、聴衆の女が薬莢のようなものを投げつける事件が発生したが、負傷者はいなかった[18]。これに関し、佐喜眞陣営と自民党沖縄県連は「民主主義の根幹である選挙活動の公正を汚す」と抗議する声明を発表した[19]。
- 9月7日、統一教会系の「世界日報」は玉城県政を批判。「佐喜真陣営 振興予算減額に危機感」と見出しに掲げ、自民党衆議院議員の政策報告会で佐喜眞が述べた沖縄振興予算に関する発言を紹介し、佐喜眞支持を鮮明にした[20]。
- 9月11日 - 沖縄県知事選挙執行。投票締め切りの20時直後にNHK、琉球放送、琉球朝日放送、沖縄テレビ放送など県内各テレビ局は玉城の当選確実を報じた[21]。

## 政党・団体の対応
- 自由民主党・公明党は新人の佐喜真を推薦した。
- 立憲民主党・日本共産党・れいわ新選組・社会民主党・沖縄社会大衆党・政治団体「にぬふぁぶし」は現職の玉城を推薦した。
- 日本維新の会沖縄県総支部は下地の支援を模索したが、党本部との協議の上、これを見送り自主投票とした[22]。
- NHK党は候補者擁立について検討していたが、最終的に擁立を見送った[23]。
- 参政党は候補者擁立が取り沙汰されたが見送ったほか[24]、自民党沖縄県連からの応援要請を辞退し自主投票とした[25][26]。

## 選挙結果
各候補の得票率
9月11日、選挙が行われ即日開票。投票が締め切られた20時にNHK、琉球放送、琉球朝日放送、沖縄テレビ放送など県内各テレビ局および県内2紙は、現職の玉城デニーの「当選確実」を報じた。投票率は57.92％で、過去2番目の低さとなった。
当確が報じられて間もなく、自民党の森山裕選対委員長は党本部で記者団の取材に応じ、世界平和統一家庭連合（旧統一教会）と党所属の議員の間の問題と選挙結果との関連について「知事選にどう影響を与えたかは分からない」と述べた。佐喜眞自身と統一教会の間柄の関連については、「知らなかったでは済まされない問題。それぞれの都道府県連においても対応が必要だと思う」と述べ、擁立に際しての県連の責任を示唆した。玉城を推薦した立憲民主党の大串博志選対委員長は当確の報道からほどなく、「辺野古新基地建設への反対などが支持を得た結果だ」との談話を発表した。
支持政党別では玉城が立憲民主党支持層の7割台半ばから8割、共産党支持層の9割など、推薦を受けた各党の支持層の票を固めたほか、無党派層からも5割台後半から支持を受けた。佐喜真には自民・公明の支持層の7割程度が投票したが、無党派層からの支持は3割弱にとどまった。年代別では40代以上は玉城が上回ったが、30代以下の層では佐喜真に投票した人の方が多かった。下地幹郎は供託金を没収された。

### 開票結果
※当日有権者数：1,165,610人 最終投票率：57.92%（前回比：5.32pts）
| 候補者名   | 年齢 | 所属党派 | 新旧別 | 得票数    | 得票率 | 推薦・支持                                                                                           |
| ---------- | ---- | -------- | ------ | --------- | ------ | --- |
| 玉城デニー | 62   | 無所属   | 現     | 339,767票 | 50.84% | （推薦）オール沖縄（立憲民主党・日本共産党・れいわ新選組・社会民主党・沖縄社会大衆党・にぬふぁぶし） |
| 佐喜眞淳   | 58   | 無所属   | 新     | 274,844票 | 41.13% | （推薦）自由民主党・公明党                                                                           |
| 下地幹郎   | 61   | 無所属   | 新     | 53,677票  | 8.03%  | |

（出典：沖縄県知事選 NHK選挙WEB 開票結果）
| 市町村   | 玉城デニー | 玉城デニー | 佐喜眞淳 | 佐喜眞淳 | 下地幹郎 | 下地幹郎 |
| 市町村   | 得票       | %          | 得票     | %        | 得票     | %        |
| -------- | ---------- | ---------- | -------- | -------- | -------- | -------- |
| 合計     | 339,767    | 50.84%     | 274,844  | 41.13%   | 53,677   | 8.03%    |
| 那覇市   | 72,688     | 53.30%     | 47,925   | 35.14%   | 15,775   | 11.57%   |
| 宜野湾市 | 20,722     | 41.96%     | 26,221   | 53.09%   | 2,447    | 4.95%    |
| 石垣市   | 11,193     | 46.08%     | 10,721   | 44.14%   | 2,377    | 9.79%    |
| 浦添市   | 25,340     | 50.51%     | 19,993   | 39.85%   | 4,833    | 9.63%    |
| 名護市   | 15,407     | 47.24%     | 15,717   | 48.19%   | 1,491    | 4.57%    |
| 糸満市   | 12,811     | 51.29%     | 10,175   | 40.73%   | 1,994    | 7.98%    |
| 沖縄市   | 32,802     | 52.41%     | 26,390   | 42.16%   | 3,400    | 5.43%    |
| 豊見城市 | 13,965     | 51.38%     | 10,764   | 39.61%   | 2,449    | 9.01%    |
| うるま市 | 27,546     | 53.67%     | 21,610   | 42.10%   | 2,170    | 4.23%    |
| 宮古島市 | 8,104      | 39.49%     | 7,901    | 38.50%   | 4,517    | 22.01%   |
| 南城市   | 12,182     | 50.28%     | 10,606   | 43.78%   | 1,439    | 5.94%    |
| 国頭村   | 1,044      | 39.03%     | 1,458    | 54.50%   | 173      | 6.47%    |
| 大宜味村 | 1,175      | 60.35%     | 693      | 35.59%   | 79       | 4.06%    |
| 東村     | 542        | 45.05%     | 593      | 49.29%   | 68       | 5.65%    |
| 今帰仁村 | 2,731      | 58.62%     | 1,614    | 34.64%   | 314      | 6.74%    |
| 本部町   | 3,701      | 50.06%     | 3,299    | 44.62%   | 393      | 5.32%    |
| 恩納村   | 2,759      | 48.57%     | 2,623    | 46.17%   | 299      | 5.26%    |
| 宜野座村 | 1,774      | 48.60%     | 1,701    | 46.60%   | 175      | 4.79%    |
| 金武町   | 2,242      | 46.25%     | 2,390    | 49.30%   | 216      | 4.46%    |
| 伊江村   | 1,489      | 54.07%     | 1,117    | 40.56%   | 148      | 5.37%    |
| 読谷村   | 11,038     | 56.36%     | 7,462    | 38.10%   | 1,086    | 5.54%    |
| 嘉手納町 | 2,992      | 51.08%     | 2,581    | 44.07%   | 284      | 4.85%    |
| 北谷町   | 7,103      | 53.88%     | 5,283    | 40.07%   | 797      | 6.05%    |
| 北中城村 | 5,045      | 59.04%     | 3,072    | 35.95%   | 428      | 5.01%    |
| 中城村   | 5,892      | 53.82%     | 4,461    | 40.75%   | 594      | 5.43%    |
| 西原町   | 10,016     | 56.43%     | 6,430    | 36.23%   | 1,304    | 7.35%    |
| 与那原町 | 4,618      | 54.06%     | 3,359    | 39.32%   | 565      | 6.61%    |
| 南風原町 | 10,416     | 56.04%     | 6,815    | 36.67%   | 1,356    | 7.30%    |
| 渡嘉敷村 | 201        | 43.32%     | 196      | 42.24%   | 67       | 14.44%   |
| 座間味村 | 311        | 48.90%     | 280      | 44.03%   | 45       | 7.08%    |
| 粟国村   | 170        | 41.26%     | 151      | 36.65%   | 91       | 22.09%   |
| 渡名喜村 | 98         | 42.61%     | 125      | 54.35%   | 7        | 3.04%    |
| 南大東村 | 181        | 28.96%     | 413      | 66.08%   | 31       | 4.96%    |
| 北大東村 | 102        | 26.22%     | 260      | 66.84%   | 27       | 6.94%    |
| 伊平屋村 | 337        | 40.60%     | 449      | 54.10%   | 44       | 5.30%    |
| 伊是名村 | 374        | 39.87%     | 450      | 47.97%   | 114      | 12.15%   |
| 久米島町 | 1,011      | 30.45%     | 1,791    | 53.95%   | 518      | 15.60%   |
| 八重瀬町 | 8,215      | 53.06%     | 6,132    | 39.60%   | 1,136    | 7.34%    |
| 多良間村 | 127        | 23.22%     | 322      | 58.87%   | 98       | 17.92%   |
| 竹富町   | 985        | 46.22%     | 906      | 42.52%   | 240      | 11.26%   |
| 与那国町 | 318        | 39.70%     | 395      | 49.31%   | 88       | 10.99%   |